# 제인 노박

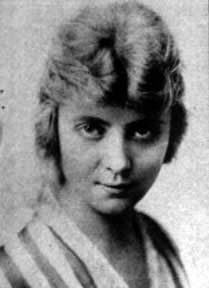

제인 노박(Jane Novak, 1896년 1월 12일 ~ 1990년 2월 3일)은 미국의 배우, 영화배우이다.
세인트루이스에서 태어났으며 우들랜드힐스에서 사망하였다. 사인은 뇌졸중이다.

## 영화
- 어바웃 미스터 레슬리 (1954년)
- 스케어드 스티프 (1953년)
- 격노 (1950년)